# 阿斯维·瓦曼·阿丹
阿斯维·瓦曼·阿丹（1954年10月8日—），印度尼西亚科学院院士，历史学家。他致力于研究被旧秩序和新秩序制度所曲解的印度尼西亚历史。他拥有印度尼西亚大学和加查马达大学法语文学学士学位，1990年获得法国高等研究应用学院博士学位。

## 主张
阿斯维·瓦曼·阿丹主张撤销羞辱和歧视1965年悲剧受害者的一切形式的法律条文；此外，他还呼吁政府致力于为受害者恢复名誉。